# Дашичев, Вячеслав Иванович
Вячеслав Иванович Дашичев (9 февраля 1925 — 1 июня 2016) — советский и российский историк и политолог. Доктор исторических наук, профессор. Участник Великой Отечественной войны, полковник в отставке. Главный научный сотрудник Центра внешней политики России. Член специализированного докторского Совета ОМЭПИ ИЭ РАН, подготовил 12 кандидатов наук. Член редколлегии российско-германского журнала Politekonom, член правления Фонда Marion-Doenhoff. Автор двух монографий, 270 научных трудов по проблемам европейской безопасности, внешней политики России, международным и российско-германским отношениям. Ответственный редактор 3 монографий и соавтор около 20 коллективных монографий и сборников.

## Биография
Родился в семье военного. Отец — Дашичев Иван Фёдорович, участник Первой мировой войны; в годы Гражданской войны награждён тремя орденами Красного знамени, в середине 1930-х годов возглавлял штаб 1-го стрелкового корпуса в Москве. В 1936 году семья переехала к новому месту службы на Дальний Восток, где И. Ф. Дашичев принял командование Сибирской стрелковой дивизией в г. Бикин под Хабаровском. В 1938 году глава семьи был отозван в Москву, а в 1939 году назначен командиром корпуса в Великие Луки.
В декабре 1942 года Вячеслав Дашичев был призван прямо из десятого класса средней школы в армию и направлен в Военный институт иностранных языков, находившийся в Ставрополе-на-Волге (современный Тольятти). Хорошо зная немецкий язык, подал рапорт об отправке на фронт. Рапорт был удовлетворён.
С февраля 1943 по 1945 годы участвовал в Великой Отечественной войне в качестве офицера разведотдела штаба 4-го Украинского фронта. Пройдя боевой путь от Ростова до Праги, закончил войну в звании старшего лейтенанта административной службы. Приказом ВС 4-го Украинского фронта №: 176/н от: 11.06.1945 года переводчик развед.отдела штаба 4-го Украинского фронта лейтенант Дашичев награждён орденом Красной Звезды.
После демобилизации окончил исторический факультет МГУ и аспирантуру, в 1953 году защитил диссертацию «Агрессия фашистской Германии против Франции. 1939—1940 гг.». Преподавал на разведфакультете Военной академии им. М. И. Фрунзе.
В 1953—1959 годах — редактор отдела зарубежной военной теории в журнале «Военная мысль». В 1959—1968 годах — заведовал отделом зарубежной военной истории редакции «Военно-исторического журнала», по совместительству в 1962—1965 годах читал спецкурс на истфаке МГУ.
В 1968—1969 годах — научный сотрудник Военно-научного управления Академии Генерального штаба, с 1970 года — ведущий научный сотрудник Института мировой экономики и международных отношений АН СССР, заведующий отделом внешнеполитических проблем в Институте экономики мировой социалистической системы (ИЭМСС). В 1973 году защитил диссертацию на степень доктора исторических наук (по монографии «Банкротство стратегии германского фашизма»).
В 1985 году награждён орденом Отечественной войны 2-й степени; в 1987—1988 годах преподавал в Дипломатической академии МИД СССР. С 1998 года — главный научный сотрудник Центра международных экономических и политических исследований Института экономики РАН.
Лауреат премии имени Йозефа Хааза (1995).
Жена — искусствовед Александра Тихоновна Дашичева (1925—2011).
Скончался 1 июня 2016 года. Похоронен на Введенском кладбище (23 уч.).

### Статьи на сайте KM.RU
- «Аппетиты финансовой саранчи» (23.02.2016)

«Как вывести Европу из порочного круга конфронтации между великими державами» (13.03.2015)
- «Как сохранить мир и сотрудничество в Европе» (15.10.2014)
- «Украинская трагедия и новая холодная война США против России» (8.07.2014)
- «Политика господства: от XX к XXI веку» (21.04.2014)
- «Обвал России в 90-е годы. Причины и последствия в оценках современников» (05.02. 2013)
- «20 лет разрушения России» (04. 01. 2013)
- «Пора вернуться к принципам Парижской хартии» (15.08.2012)
- «Какая модель общественного развития нужна России» (22.06.2012)
- «Модель дикого капитализма, навязанная России, оказалась губительной» (14.04.2012)
- «Выдержит ли Россия дальнейшее испытание на прочность?» (26.10.2011)
- «Политика США на постсоветском пространстве в исторических сравнениях» (25.06.2011)
- «Крах плана „Барбаросса“» (20.06.2011)
- «Провокации на службе политики США» (27.05.2011)
- «Самоликвидация (Как разрушается государственность)» (11.03.2011)